# Push dagger
 (signalé en mai 2025).
Si vous disposez d'ouvrages ou d'articles de référence ou si vous connaissez des sites web de qualité traitant du thème abordé ici, merci de compléter l'article en donnant les références utiles à sa vérifiabilité et en les liant à la section « Notes et références ».
- Archive Wikiwix
- Bing
- Cairn
- DuckDuckGo
- E. Universalis
- Gallica
- Google
- G. Books
- G. News
- G. Scholar
- Persée
- Qwant
- (zh) Baidu
- (ru) Yandex
- (wd) trouver des œuvres sur Wikidata

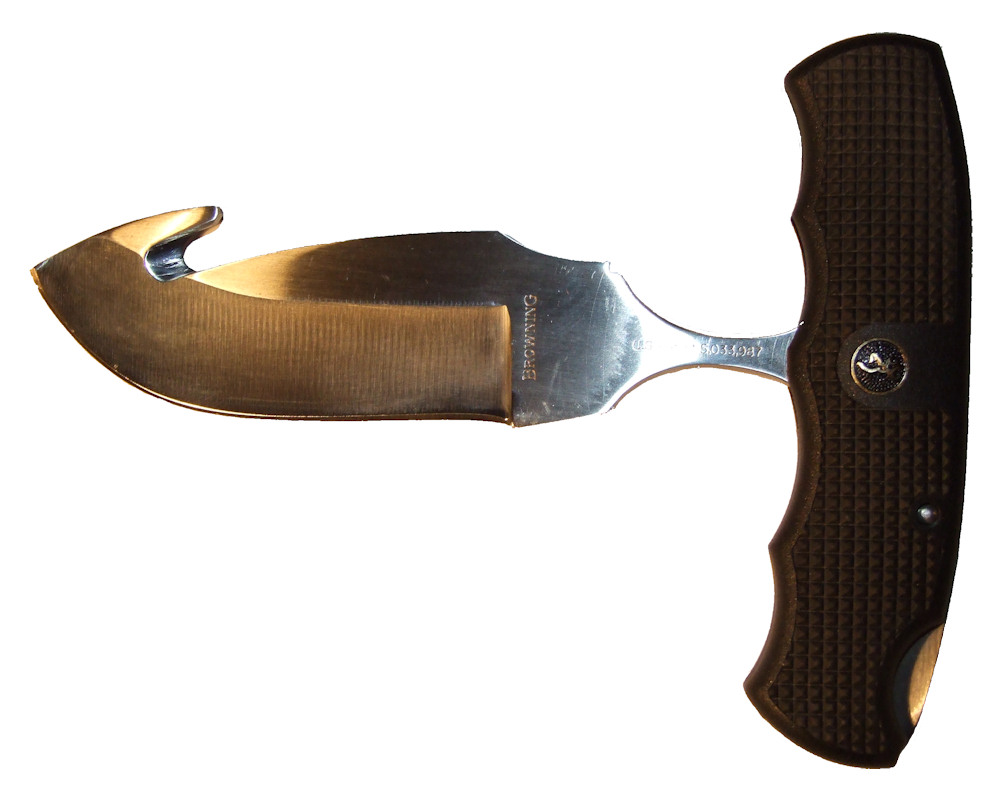
Un push dagger pour étriper le gibier

Le Push Dagger est un petit couteau de taille 10-15 cm constitué d'une lame (généralement à double tranchant, mais parfois constituée de dents) et d'un manche en forme de T pour être tenue dans la main entre l'index et le majeur ou entre le majeur et l'annulaire.